# قشلاق قارقلی
قشلاق قارقلی یک روستا در ایران است که در استان اردبیل واقع شده‌است.